# Neuhausen/Spree
Neuhausen/Spree (em baixo sorábio: Kopańce) é um município da Alemanha, situado no distrito de Spree-Neiße, no estado de Brandemburgo. Tem 147,90 km² de área, e sua população em 2019 foi estimada em 4.941 habitantes.